# Желтоглазый хемиспингус
Желтоглазый хемиспингус (лат. Hemispingus xanthophthalmus) — вид птиц из семейства танагровых. Птицы обитают в субтропических и тропических горных влажных лесах, на высоте от 2400 до 3500 метров над уровнем моря, на восточных склонах Анд в Перу (южная сторона от долины реки Мараньон в Амазонас) южнее до западной Боливии (Ла-Пас). Масса около 11 грамм.